# فودنجان
فودنجان، روستایی از توابع بخش کاخک شهرستان گناباد در استان خراسان رضوی ایران است.

## جمعیت
این روستا در دهستان زیبد قرار دارد و براساس سرشماری مرکز آمار ایران در سال ۱۳۸۵، جمعیت آن ۲۶۳ نفر (۸۷خانوار) بوده‌است.